# Федоров Олександр Якович
Федоров Олександр Якович (1894—1957) — український і радянський інженер, дослідник, льотчик, винахідник, що сконструював один із перших моделей космічного корабля, організатор виставок моделей і механізмів міжпланетних апаратів у Києві та Москві.

## Навчання
Під час навчання у Київському політехнічному інституті у 1916 р. він прослухав лекцію одного з помічників Костянтина Едуардовича Ціолковського Павлом Каннінгом. Вчений з Казані привіз до Києва модель металевого аеростату і прочитав студентам Київського політехнічного інституту лекцію про його особливості.
О.Федоров разом з іншими 75 студентами із великим захватом вступили до гуртка підтримки проекту Ціолковського. Сам він довгий час листувався з Костянтином Едуардовичем Ціолковським.

## Грромадянська війна
Під час Громадянської війни О. Федоров перебуває на передовій як авіатор. Під час одного з боїв він був поранений. Однак, не пориває з наукою. Зокрема, постійно спілкуєтться із вченим Дмитром Граве.

## Розробка космічного корабля
У квітні 1925 року О. Федоров організовує та очолює гурток з вивчення світового простору при Секції винахідників Асоціації інженерів і техніків. Велика ініціативність дозволяє залучити до нього 70 відомих київських учених і інженерів. Зокрема, академік Дмитро Олександрович Граве — та професор Євген Оскарович Патон.
Одночасно інженер працює над моделлю 1:20 60-метрового ракетного космічного корабля діаметром 8 метрів. У червні 1925 року О. Федоров демонструє модель на спеціально організованій у Києві Виставці з вивчення світових просторів.
Через рік дослідник переїздить до Москви. Там вступає до Асоціації Винахідників-Інвентистів — АИИЗ (від російської назви «Ассоциация Изобретателей-
Инвентистов») та організовує міжпланетну секцію.
У 1927 році разом з ентузіастами — однодумцями О.Федоров організовує і проіодить «Першу міжнародну виставку моделей і механізмів міжпланетних апаратів» на честь десятої річниці Жовтневої революції. У ній брали участь не лише вітчизняні, але й закордонні конструктори і вчені. Тут він також демонструє свій експонат.